# Antonina Dunin-Sulgostowska

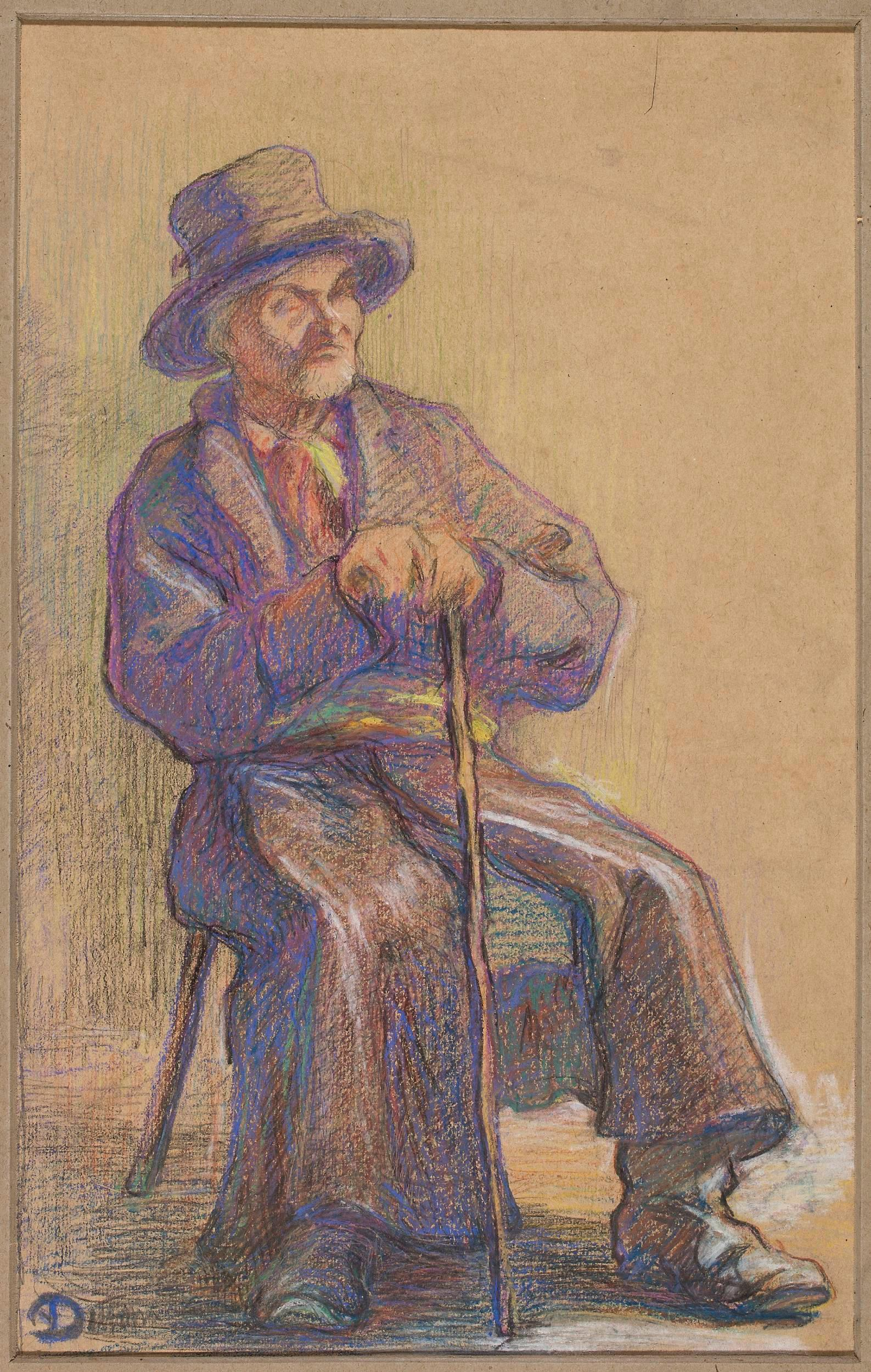
Jeden z niewielu zachowanych współcześnie przykładów twórczości Dunin-Sulgostowskiej – Siedzący chłop, ok. 1909–1910, Muzeum Narodowe w Warszawie

Antonina Dunin-Sulgostowska (Antonina Duninówna, Antonina Dunin) (ur. 1870 w Andrzejówce k. Kamieńca Podolskiego, zm. 1940 w Radości) – polska artystka, malarka, pastelistka, ilustratorka książek.

## Życiorys
Antonina Dunin-Sulgostowska urodziła się w 1870 roku w Andrzejówce k. Kamieńca Podolskiego. Studiowała w Warszawie i prawdopodobnie w Academie Julian w Paryżu. Przed 1896 rokiem dołączyła do artystycznego środowiska polskiego w Paryżu, gdzie działała w Kole Artystyczno-Literackim
Wystawiała swoje prace na paryskich wystawach, zdobywając w 1901 roku nagrodę w konkursie malarskim, zorganizowanym przez Koło Artystyczno-Literackie w Paryżu.
Antonina Dunin-Sulgostowska prezentowała swoją twórczość również na wystawach organizowanych przez Towarzystwo Zachęty Sztuk Pięknych w Warszawie (w latach 1899, 1903, 1906–1907, 1909–1910, 1912–1913, 1925). W latach 1903–1914? (1919?) prowadziła wraz z Francuzką Cecylią Chalus Szkołę Dekoracyjno-Artystyczną dla kobiet. Trzyletni kurs obejmował historię sztuki, prezentację bieżących kierunków rozwoju sztuki europejskiej, aranżację wnętrz, rzemiosło artystyczne, praktyczne i teoretyczne zajęcia z technik plastycznych. Prace uczestniczek kursów prezentowane były na zbiorowych lub własnych wystawach m.in. w Towarzystwie Zachęty Sztuk Pięknych w Warszawie (lata 1904, 1905, 1907, 1909), na Wystawie Przemysłu i Rolnictwa w Częstochowie (1909), w Salonie Artystycznym Feliksa Richlinga (1911–1914).
Antonina Dunin-Sulgostowska organizowała również bezpłatne kursy niedzielne dla ubogich dzieci. 
W czasie wojny polsko-bolszewickiej należała do Ochotniczej Legii Kobiet. Zmarła w 1940 roku w Radości. 

## Twórczość
Antonina Dunin-Sulgostowska tworzyła portrety i pejzaże (technika olejna i pastel), rysunki, rzeźby i prace graficzne. Opracowywała również ilustracje do książek dla dzieci i podręczników. Podczas wojny polsko-bolszewickiej tworzyła patriotyczne plakaty.
Jej pastele i obrazy charakteryzowała delikatność, subtelność i symboliczne ujęcie tematu.
Przykłady prac:
- Portret siwej kobiety przed 1910 (reprodukowany w „Tygodniku Mód i Powieści” 1910, nr 2, s. 3)[6]
- Potok, po 1905, (reprodukowany w „Tygodniku Ilustrowanym” 1905, nr 37, s. 679)[7]
- Powrót, przed 1907 (reprodukowany w czasopiśmie „Świat”, 1907, nr 27, s. 5)
- Ilustracje do Małego Elementarza z 1920 roku[8]